# اوپانیشاد میتری

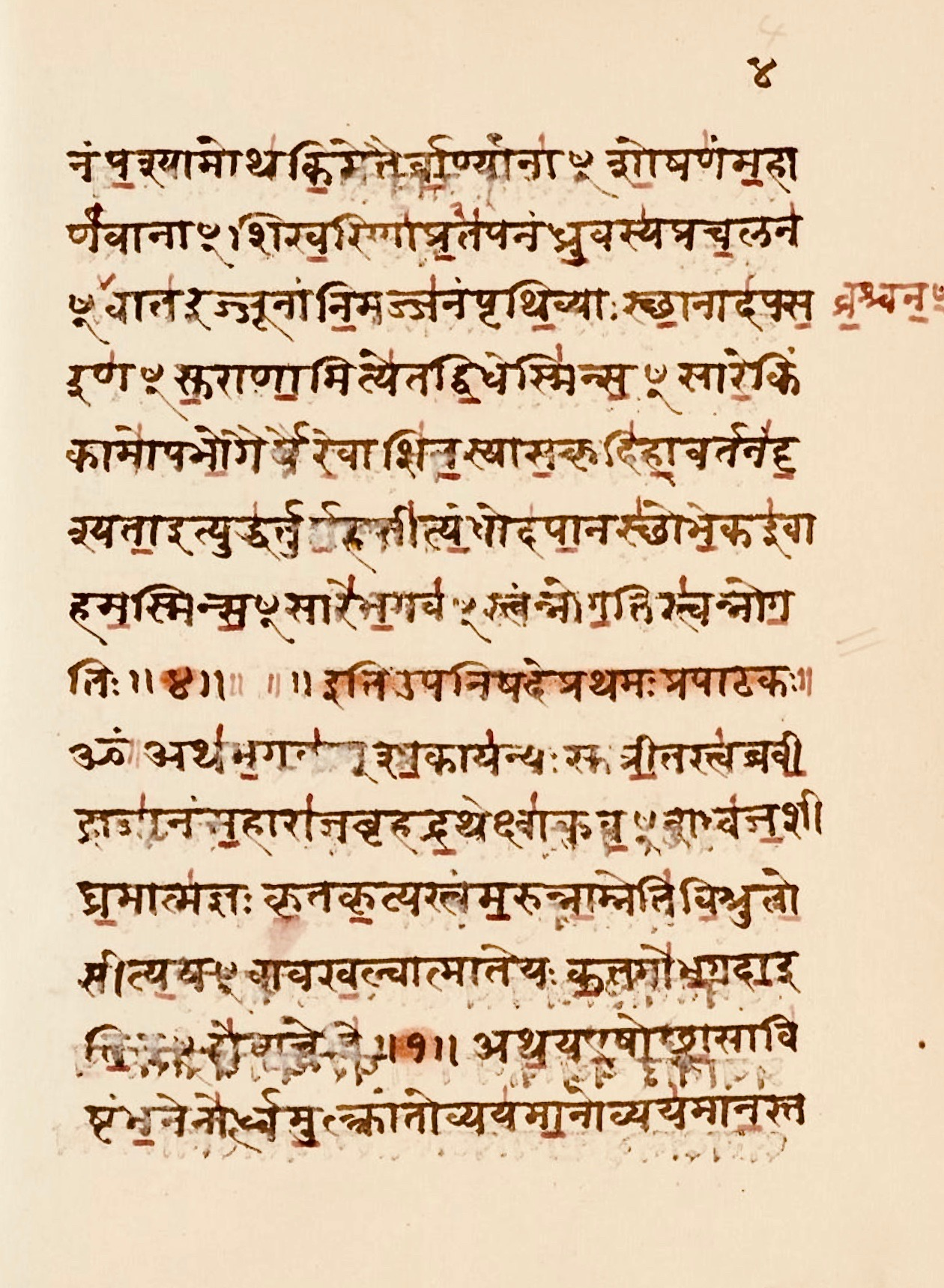
صفحه‌ای از اوپانیشاد میتری

اوپانیشاد میتریانیه (سانسکریت: मैत्रायणीय उपनिषद्، آوانگاری: Maitrāyaṇīya Upaniṣad) متنی کهن به زبان سانسکریت است که بخشی از یاجورودا محسوب می‌شود. این اوپانیشاد همچنین با عنوان اوپانیشاد میتری (سانسکریت: मैत्री उपनिषद्، آوانگاری: Maitrī Upaniṣad) هم شناخته می‌شود و در فهرست ۱۰۸ اوپانیشادی موکتیکا در شمارهٔ ۲۴ آمده‌است.
اوپانیشاد میتری با مکتب میتریانه یاجورودا مربوط است و بخشی از یاجورودای «سیاه» است که سیاه در این بافتار به معنی «نامنظم و بی‌ساختار» است و در مقابل یاجورودای «سفید» (منظم) می‌شود؛ که شامل اوپانیشاد بریهدآرنیکه و اوپانیشاد ایشا است. تاریخ تصنیف این اوپانیشاد معلوم نیست اما معمولاً به دوران آخر اوپانیشادی هند باستان نسبت داده می‌شود.
این اوپانیشاد از هفت پراپاتهاکا (درس) تشکیل شده که پراپاتهاکای اول مقدمه، سه پراپاتهاکای بعدی به شکل سؤال و جواب دربارهٔ آتمن و پراپاتهاکاهای پنجم تا هفتم به شکل ضمیمه هستند. به گفتهٔ ماکس مولر مضمون کلی این اوپانیشاد انسان به مثابهٔ «خود نامیرا و بی‌باک برهمن است».
اوپانیشاد میتری متن مهمی است چرا که به نظریاتی در آن اشاره شده‌است که در آیین بودایی هست و عناصری از مکاتب سامخیا  و یوگای هندوگرایی و همچنین دستگاه اشرمه در آن وجود دارد.